# Paramormia polyascoidea
Paramormia polyascoidea är en tvåvingeart som först beskrevs av Krek 1970.  Paramormia polyascoidea ingår i släktet Paramormia och familjen fjärilsmyggor. Inga underarter finns listade i Catalogue of Life.